# Matthias Ginter
Matthias Ginter (ur. 19 stycznia 1994 we Fryburgu Bryzgowijskim) – niemiecki piłkarz występujący na pozycji obrońcy w niemieckim klubie SC Freiburg oraz w reprezentacji Niemiec. Złoty medalista Mistrzostw Świata 2014, srebrny medalista Igrzysk Olimpijskich 2016, a także zdobywca Pucharu Konfederacji 2017.

## Kariera klubowa
Ginter rozpoczął swoją karierę w SV March, z którego latem 2005 roku przeniósł się do SC Freiburg. W styczniu 2012 roku rozpoczął treningi z pierwszą drużyną z powodu braków kadrowych. 21 stycznia 2012 roku zadebiutował w barwach klubu, gdy w 70. minucie meczu z Augsburgiem zastąpił na boisko Antona Puciłę. 18 minut późnej Ginter zdobył swoją pierwszą bramkę, zostając jednocześnie najmłodszym strzelcem Freiburga w Bundeslidze. Dwa dni później podpisał nowy kontrakt. 17 lipca 2014 został zaprezentowany jako nowy piłkarz Borussii Dortmund. 4 lipca 2017, został zawodnikiem Borussii Mönchengladbach.

## Sukcesy

### Borussia Dortmund
- Puchar Niemiec: 2016/2017

### Reprezentacyjne
- Mistrzostwo świata: 2014
- Puchar Konfederacji: 2017
- Igrzyska olimpijskie: 2016 (srebro)

### Indywidualne
- Medal Fritza Waltera: Złoto w 2012 (U-18)[a]

## Odznaczenia
- Srebrny Liść Laurowy (2014)[3]
- Order Zasługi Badenii-Wirtembergii (2024)[4]